# Кукла-актёр

Кукла, изображающая Царицу-Ночь. (Моцарт, «Волшебная флейта»)

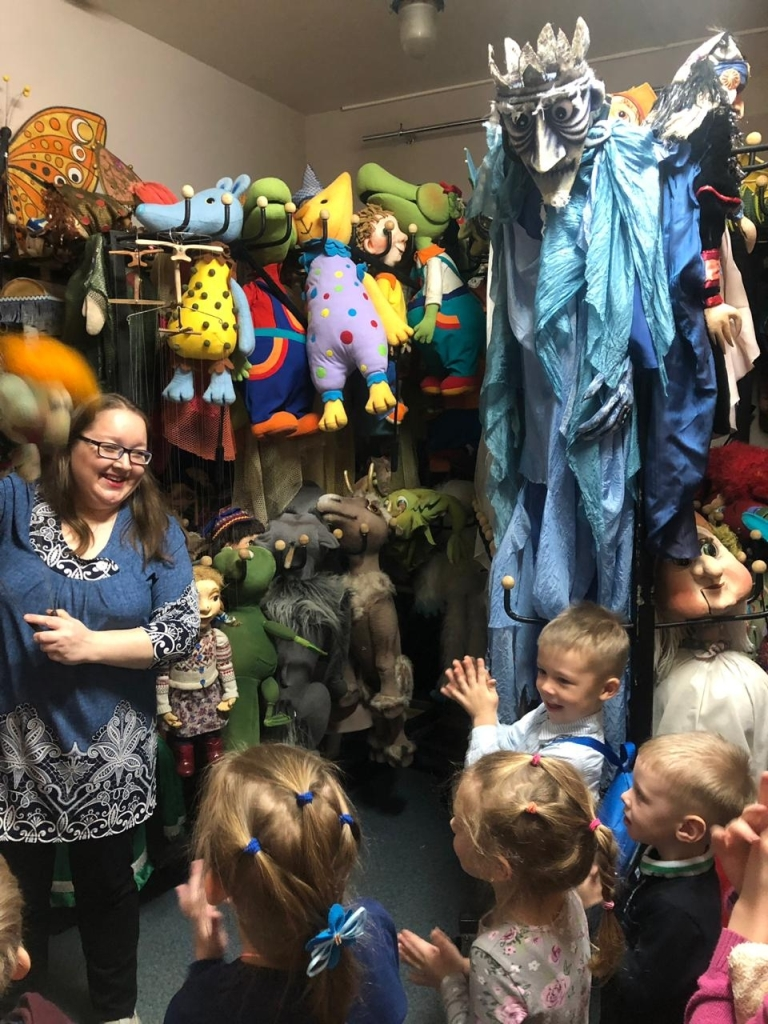
За кулисами Театра кукол Республики Карелия

Куклы-актёры — самостоятельный вид средств для изображения и/или обозначения внешности активно или пассивно действующих персонажей в спектаклях, эстрадных миниатюрах, фильмах, телепрограммах и в других аналогичных произведениях искусства. Куклы-актёры используются также в произведениях прикладных видов пространственно-временно́го искусства (в рекламных роликах, в театрализованных праздничных представлениях, в карнавальных шествиях и в иных действах подобного рода). Отдельным видом кинематографического искусства является кукольная анимация.
Куклы-актёры пассивно действующих персонажей — это служебные вспомогательные средства. Они дополняют выразительные возможности актёров-людей и служат им в качестве игрового реквизита наравне, например, с шариками в руках жонглёра. Так, в спектаклях «Давным-давно» («Питомцы славы») по пьесе А. К. Гладкова юная героиня, почти ребёнок, Наташа поздним вечером перед бегством из родительского дома на войну 1812 года прощается с любимой куклой-игрушкой своего детства Светланой. Наташа в последний раз убаюкивает куклу на своих руках и поёт ей колыбельную: «Спи, моя Светлана, спи, как я спала…». А кукла-Светлана как бы осознанно смотрит на свою хозяйку и якобы самостоятельно то шевельнёт рукой, то повернётся чуть-чуть в сторону. Для зрителей эта кукла исполняет роль пассивного действующего персонажа. Таких кукол условно можно называть реквизитными куклами.
От других кукол (кукол-игрушек, декоративных, сувенирных, религиозно-обрядовых и т.д.) куклы-актёры отличаются выполнением самобытных функций. А именно, они изображают и/или обозначают внешность персонажей, воспроизводят их физические действия и обычно служат в качестве зримых центров звуковой деятельности персонажей.
По своей природе каждая кукла-актёр является неодушевлённым объектом (предметом) в целом либо более двух третей своей величины. В последнем случае предмет дополняется фрагментом живой плоти либо актёра-кукольника (например, предметная кукла-актёр с настоящими человеческими руками в эстрадной миниатюре Сергея Образцова «Вернись, я всё прощу!»), либо плотью животного-актёра (скажем, живой дрессированной собаки, голова и тело которой спрятаны в полом предметном панцире). Однако в целом подобные куклы-актёры в основном проявляют для зрителей свойства неодушевлённых объектов.  
В практике пространственно-временно́го искусства встречаются куклы-актёры, которые, во-первых, состоят из нескольких либо многочисленных объёмных, полуобъёмных или плоских предметов. Они необходимы, во-первых, для воплощения персонажей множественного числа (толпа людей, отара овец, стая птиц, вокальное трио, группа всадников и т.д.). Во-вторых, технология создания рисованных мультипликационных фильмов требует множества отдельных изображений и/или обозначений внешности персонажа в необходимых фазах его физических действий. Фазовые изображения внешности персонажа фиксируются на многочисленных листах целлулоида, бумаги или других носителях изображений либо рисуются на компьютере.
Куклы-актёры приводятся в действие и управляются актёрами-кукольниками или художниками-аниматорами (актёрами-мультипликаторами). В ряде случаев применяются автоматические куклы-актёры (роботы), программа действий которых заранее подготавливается их создателями.
Источником энергии для осуществления программы действий персонажей бывают либо механические устройства (например, типа заводного механизма часов), либо электронно-электрические аппараты (в частности, компьютерные установки).
Куклы-актёры могут быть либо не быть художественными произведениями. Но даже простые (не художественные) предметы (зонтики, трость щёголя, мяч, кубик, коряга, кувшин) или скульптурные изображения кого-либо в системе спектакля, фильма и т. д. без изменения своей формы становятся полноценными куклами-актёрами. Если, конечно, выполняют полагающиеся куклам-актёрам функции. Например, оживающий у Пушкина могильный памятник Каменного гостя. И наоборот: любые куклы-актёры с утратой своих самобытных функций либо становятся деталями или частями оформления места действия персонажей, либо переходят в разряд обыкновенных кукол-игрушек, декоративных кукол и т. д. или обычных природных или искусственных предметов.
Однако любые — художественные и не художественные — куклы-актёры в составе кукольных и не кукольных спектаклей, фильмов и других произведений пространственно-временно́го искусства вполне удовлетворяют эстетические потребности зрителей.
В спектаклях, фильмах, эстрадных миниатюрах и т.п. применяются куклы-актёры трёх основных типов конструкций. Низовые куклы-актёры называются марионетками. Они управляются сверху с проволочными прутами, нитками, рыболовными лесками или верёвками. Отсюда пошло известное выражение «дёргать за верёвочки», то есть манипулировать кем-то. Из числа верховых наиболее известны перчаточные (петрушечные) и гапитно-тростевые куклы-актёры. Их голова управляется простым (в виде палки) или механизированным гапитом. К рукам таких кукол-актёров прикреплены трости, с помощью которых актёр-кукольник управляет и приводит в движение кукольные руки. Существуют и так называемые срединные куклы-актёры, которые находятся на уровне груди актёра-кукольника. Большие срединные куклы-актёры — это те, внутри которых находится актёр-кукловод (известным примером является робот R2D2). Впрочем, создатели кукол-актёров придумывают всё новые и новые для них конструкции и способы управления ими, иногда с использованием новейших технологий.
В «Театре теней» зрители видят не самих кукол-актёров, а чёрные или многоцветные их силуэтные изображения. (В давние времена представления театра теней мигрировали в страны Европы из Китая, вероятно, по караванному «Великому шёлковому пути», а точнее — через страны Ближнего Востока.) В фильмах с рисованными либо с объёмными куклами-актёрами зрители видят тоже не кукол-актёров, а их изображения на кино- или телеэкране. В этом смысле спектакли «Театра теней» и мультфильмы родственны друг другу.